# Szent Rókus-templom (Szeged)
A szegedi Szent Rókus-plébániatemplom egy 1905–1909 közt épült Aigner Sándor tervei szerint neogótikus építészeti stílusú római katolikus templom. A Rókus városrészben található, a mai Kossuth Lajos sugárút mentén.

## Története
A mai templom helyén már korábban is álltak templomok. Legkorábbi épület az 1739-ben épült egytornyú, barokk stílusú pestiskápolna, amit fogadalomból épített város Szent Rókus védőszent tiszteletére, azt meghálálva, hogy megszabadultak az 1738-as szegedi pestisjárványtól. 1805-ben plébániát alapítottak itt, amihez óvoda, iskola és közösségi ház is tartozott. 1829–1833 között új templomot építettek, aminek a férőhelye 1000 fő körül volt, ami igen kevésnek számított, viszont az egyházközségnek, csak erre volt pénze.  Ezt a templomot az 1879-es szegedi árvíz jelentősen megrongálta, mivel alapvetően egy alacsonyabb fekvésű területre épült. Az új templom 1905–1909 között épült, ez a mai neogótikus templom, ami már jóval nagyobb férőhellyel rendelkezik: csaknem 2500 fő. A trianoni béke hatására a Csanádi egyházmegye központja Szegedre került, így ideiglenesen ez a templom lett a székesegyház, amíg át nem vette a szerepét a frissen épült Fogadalmi templom.
A plébánia területe a város munkásnegyede volt, így az első szakszervezetet a szövőgyári munkásnők védelmére a helyi plébános alapította meg.
2019-2020 között kívülről kitatarozták, így mára kiváló állapotban várja a híveket és a látogatókat.